# Doyle (Tennessee)
Doyle és una població dels Estats Units a l'estat de Tennessee. Segons el cens del 2000 tenia 525 habitants.

## Demografia
Segons el cens del 2000, Doyle tenia 525 habitants, 224 habitatges, i 155 famílies. La densitat de població era de 158,4 habitants/km².
Dels 224 habitatges en un 26,3% hi vivien nens de menys de 18 anys, en un 51,8% hi vivien parelles casades, en un 9,8% dones solteres, i en un 30,4% no eren unitats familiars. En el 26,3% dels habitatges hi vivien persones soles el 12,9% de les quals corresponia a persones de 65 anys o més que vivien soles. El nombre mitjà de persones vivint en cada habitatge era de 2,34 i el nombre mitjà de persones que vivien en cada família era de 2,8.
Per edats la població es repartia de la següent manera: un 21,9% tenia menys de 18 anys, un 7,4% entre 18 i 24, un 28% entre 25 i 44, un 26,1% de 45 a 60 i un 16,6% 65 anys o més.
L'edat mediana era de 40 anys. Per cada 100 dones de 18 o més anys hi havia 86,4 homes.
La renda mediana per habitatge era de 26.364 $ i la renda mediana per família de 28.958 $. Els homes tenien una renda mediana de 21.538 $ mentre que les dones 17.188 $. La renda per capita de la població era de 13.619 $. Entorn del 17,2% de les famílies i el 21,3% de la població estaven per davall del llindar de pobresa.

## Poblacions més properes
El següent diagrama mostra les poblacions més properes.